# Villa Corona
Villa Corona é um município do estado de Jalisco, no México.
Em 2005, o município possuía um total de 15.196 habitantes.